# 甯戚
甯戚（？—？），姬姓，甯氏，名戚，又称甯遬，東周春秋時期衛國人，齊國大司田，為齊桓公主要輔佐者之一。

## 生平
齊桓公二十八年（前685年），甯戚獲悉齊桓公重人才，有抱負，便決心投靠齊國，以便有一番作為。齊桓公求賢若渴，慧眼識才，一經交談便認定甯戚是難得人才，力排眾議，擢用甯戚為大夫。
甯戚仕齊期間經常到齊國東部活動，組織民眾發展農耕，受到當地人民的愛戴，辭世後被人們安葬在膠水東岸（今山東平度馬戈莊鎮境內）。

## 典故
据《吕氏春秋·审分览·勿躬》记载，管仲曾向齐桓公进谏说：“垦田大邑，辟土艺粟，尽地力之利，臣不若宁遬，请置以为大田。”管子同时还向齐桓公举荐了其他四人：隰朋（大行，掌管礼仪外交）、东郭牙（大谏臣，言官）、王子城父（大司马，掌管军队）、弦章（大理，掌管法律）。甯戚由此負責齊國農業生產，主持開墾農田，興修水利，並興漁鹽之利，使齐国“十年，九合诸侯，一匡天下”，成为春秋时期的强国、霸主。
据《呂氏春秋·卷二十三·直諫》載：「齊桓公、管仲、鮑叔牙、甯戚相與飲酒酣，桓公謂鮑叔曰：『何不起為壽？』鮑叔奉杯而進曰：『使公毋忘出奔在於莒也，使管仲毋忘束縛而在於魯也，使甯戚毋忘其飯牛而居於車下。』桓公避席再拜曰：『寡人與大夫能皆毋忘夫子之言，則齊國之社稷幸於不殆矣！』」鮑叔牙即提醒齊桓公勿忘當年之苦難。